# Rechtssicherheit
Der Grundsatz der Rechtssicherheit ist ein Kerngehalt des Rechtsstaatsprinzips. Rechtssicherheit beruht auf dem Anspruch der Klarheit, Beständigkeit, Vorhersehbarkeit und Gewährleistung von Rechtsnormen sowie die an diese gebundenen konkreten Rechtspflichten und Berechtigungen. Es ist Teil der elementaren Basis einer rechtsstaatlichen Gesellschaftsordnung.

## Rechtsphilosophischer Zweck
Rechtssicherheit soll dazu dienen, das Vertrauen der Bürger in die Verlässlichkeit der Rechtsordnung herzustellen, zu bestärken und als Teil des natürlichen sozialen Miteinanders zu verankern. Zur Rechtssicherheit gehört auch die Klärung von umstrittenen Rechtsfragen beziehungsweise Rechtsverhältnissen im Rahmen einer angemessenen Zeit und die Herstellung von Rechtsfrieden.

## Geschichte
Ersichtlich einer der ersten, der sich mit Rechtssicherheiten befasste, war Wilhelm Joseph Behr in seinem 1810 erschienenen Buch System der angewandten allgemeinen Staatslehre. Meyers Konversations-Lexikon von 1851 verstand darunter jenen Zustand des Menschen, „in welchem er durch den Staat sein Leben, seine Freiheit, seine Ehre und sein Eigentum, überhaupt sein Recht als Staatsbürger geschützt sieht.“ Rechtssicherheit fordere die Beständigkeit des Rechts, rechtliche Kontinuität ist für Ludwig Bendix ein Element der Rechtssicherheit. Gustav Radbruch stellte klar, dass jede Rechtsordnung gleichzeitig drei Zwecke erfüllen müsse: Gerechtigkeit gewähren, Gemeinwohl fördern und Rechtssicherheit schaffen. In der Rechtssicherheit ist die Gewissheit über den rechtlichen Normbestand zu sehen.
Nach der Radbruch’schen Formel verdient das positive Recht aus Gründen der Rechtssicherheit gegenüber nichtpositivierten Gerechtigkeitsgrundsätzen im Prinzip auch dann den Vorzug, wenn es sich als ungerecht erweist, denn die Verknüpfung der Rechtssicherheit mit dem formellen Gesetz und damit dem geschriebenen Recht bedeutet für den Rechtsunterworfenen, dass er die anwendbaren Rechtssätze erkennen kann. Gleichzeitig betont Radbruch, dass Gerechtigkeit und Rechtssicherheit, als aus der „Idee des Rechts“ entspringende Forderungen, prinzipiell gleichrangig seien; keiner dieser beiden Seiten der Rechtsidee gebühre ohne Weiteres der Vorrang vor der jeweils anderen. Es handle sich um gleichberechtigte, einander jedoch potentiell widersprechende Forderungen. Diese beiden Prämissen – die prinzipielle Gleichrangigkeit und die Konfliktbeladenheit – führen Radbruch zu einer vom Rechtspositivismus abweichenden Schlussfolgerung: Das Prinzip der Rechtssicherheit müsse zumindest dann gegenüber dem Prinzip der Gerechtigkeit zurücktreten, wenn die Ungerechtigkeit des fraglichen Gesetzes ein bestimmtes Maß überschreitet, mit Radbruchs Worten also „unerträglich“ wird. Dem heutigen juristischen Sprachgebrauch gemäß formuliert, genießt das positive Recht gegenüber abweichenden Gerechtigkeitsprinzipien somit lediglich einen Prima-facie-Vorrang, nicht jedoch einen absoluten Vorrang des Gesetzes.

## Allgemeine Grundsätze im deutschen Recht

### Staatsrechtliche Aspekte
Rechtssicherheit im Recht bedeutet, dass keine Zweifel über Rechte und Pflichten einer Rechtsordnung bestehen. Im Jahr 1953 entschied das Bundesverfassungsgericht, dass die Rechtssicherheit deshalb als wesentliches Bestandteil des Rechtsstaatsprinzips staatlicherseits zu gewährleisten sei. Die wesentlichen Strukturelemente sind dabei Rechtsklarheit, Verlässlichkeit, Berechenbarkeit und Erkennbarkeit des Rechts, womit der Bürger vor gesetzlicher, richterlicher oder verwaltungsrechtlicher Überforderung beziehungsweise Überraschung geschützt werden soll. Dem Bürger darf es nicht unnötig erschwert werden, sich innerhalb des Rechtsrahmens rechtstreu zu verhalten. Für ihn bedeutet Rechtssicherheit in erster Linie Vertrauensschutz. Es wird argumentiert, dass Rechtssicherheit im Alltag gerade dort auftauche, wo individuelles Verlangen nach gerechter Behandlung enttäuscht werde, weil jemand mit Ausschlussfristen, Rechts- und Bestandskraft behördlicher Entscheidungen und anderen Hemmnissen konfrontiert werde. Zur Rechtssicherheit gehören dabei Rechtsansprüche, die der Orientierung und der Rechtsrealisierung dienen: Orientierungssicherheit bezeichnet die Klarheit (certitudo), was man selbst tun soll und was man selber erwarten darf, Realisierungssicherheit bedeutet die Verlässlichkeit (securitas), dass Rechtsnormen und konkrete Pflichten beachtet und durchgesetzt werden.
Im Hinblick auf die Schwierigkeiten, den Begriffsinhalt der Rechtssicherheit abschließend zu umschreiben, verzichten die meisten Autoren auf eine Definition und beschränken sich auf Einzelaspekte. Einigkeit besteht darüber, dass eine Korrelation der Begrifflichkeiten Rechtssicherheit und Vertrauensschutz besteht, die den wesentlichen Gehalt des Rechtsstaats definieren helfen. Nach Franz Scholz bedeutet Rechtssicherheit einen Rechtszustand, der „die Lebensgüter möglichst vollständig und wirkungsvoll schützt und diesen Schutz unparteiisch und gerecht verwirklicht, daher auch mit den entsprechenden Rechtsschutzeinrichtungen versehen ist und das Vertrauen der Rechtssuchenden in gerechte Handhabung des Rechtes genießt …“ Ansonsten verknüpft die juristische Literatur mit dem Begriff Rechtssicherheit meist lediglich einen Teilaspekt des Rechtsstaatsprinzips. Vornehmlich betrifft dies übergeordnete Rechtsgrundsätze um die Rechts- und Bestandskraft staatlicher Entscheidungen, das ordnungsrechtliche Rückwirkungsverbot oder das vom Erfordernis der Regelungsdichte geprägte Bestimmtheitsgebot. So kann im Rahmen des Rückwirkungsverbots eine Straftat nur bestraft werden, wenn die Strafbarkeit vor Begehung der Tat gesetzlich bestimmt war (Art. 103 Abs. 2 GG, § 2 StGB). Der hierin verbriefte Rechtsgrundsatz nulla poena sine lege ist ein solcher Teilaspekt des Begriffs der Rechtssicherheit, bei dem die Bürger sich darauf verlassen können, dass ihre Handlungen solange rechtmäßig sind wie sie nicht strafbewehrt sind. Ein weiterer Zusammenhang besteht zwischen Rechtssicherheit und dem verfassungsrechtlichen Willkürverbot.
Nach Auffassung von Franz Scholz stellt Rechtssicherheit kein objektives Grundprinzip dar, weshalb zur Herstellung sich entwickelnder (größerer) Rechtssicherheit, richterliche Urteile und Verwaltungsakte grundsätzlich revidierbar sein müssen. Sind Rechtsmittel nicht mehr möglich, unterliegen Urteile und Verwaltungsakte grundsätzlich der Bestandskraft und können (im Rahmen allerdings enger Voraussetzungen) durch Wiederaufnahmeverfahren beseitigt werden. Damit unterstehen selbst Urteile dem Vorbehalt von Annullierungen, wenn mit ihnen Recht gebrochen wurde.

### Zivilrechtliche Aspekte
Im Zivilrecht geht Rechtssicherheit konform mit Vertragssicherheit. Die Rechtssicherheit gebietet, dass Verträge hinreichend verständlich sind, damit die daraus resultierenden Rechte und Pflichten die Betroffen zu binden vermögen. Sie fordert den Vertragsparteien die Einhaltung abgeschlossener Verträge ab (pacta sunt servanda) und von anderen Wirtschaftsteilnehmern deren Beachtung. Dazu müssen sie geltendem Recht entsprechen, Rechtsbindung erzeugen, rechtswirksam und in der jeweilig betroffenen Rechtsordnung durchsetzbar sein. Durchsetzbar bedeutet, dass alle Rechtsansprüche Klagebefugnis mitbringen und mittels funktionierender Gerichtsbarkeit und intaktem Vollstreckungswesen tatsächlich realisiert werden können.
Rechtssicherheit liegt nicht vor, wenn Gesetze oder Verträge unterschiedlich ausgelegt werden können oder sogar Lücken aufweisen. Gesetzlich aufgestellte Auslegungsregeln (§ 133, § 157 BGB) helfen hier möglicherweise, nachträglich einvernehmliche Lösungen zu finden. Diese Auslegungsregeln müssen von Gerichten sowohl bei der Auslegung von unklaren Gesetzen als auch von umstrittenen Verträgen angewandt werden. Sie haben unter anderem auch den Zweck, Rechtssicherheit wiederherzustellen.
Besonders stringent und eng ist das Zeitfenster zur Schaffung von Rechtssicherheit im Börsenhandel. Dort verbleiben nach Geschäftsabschluss lediglich 30 Minuten, um ein fehlerhaftes Geschäft (sogenannte Mistrade) wegen Irrtums anzufechten. Danach ist jede Annullierung oder zivilrechtliche Anfechtung des Geschäftes ausgeschlossen.

### Wirtschaftswissenschaftliche Aspekte
In den Wirtschaftswissenschaften gilt der Zustand von Rechtssicherheit als eine entscheidende, institutionelle, langandauernde und kontinuierliche Rahmenbedingung, der das Wirtschaftswachstum positiv und nachhaltig beeinflusst. Von Bedeutung sind dabei: unabhängige und effektive Gerichte und Verwaltungen, die Verhinderung von Korruption und Geldwäsche sowie die Beachtung von Vertrags- und Registersicherheit. Die langfristige Entwicklung von Gemeinwesen bedarf eines soliden Rechtsrahmens, insbesondere im Hinblick auf Eigentumsrechte, Gläubigerschutz und Sicherheit des Güter- und Leistungsaustausches.
Der Wirtschaftshistoriker Douglass North weist bezüglich der Sicherstellung von Rechtssicherheit auf die wirtschaftlich relevanten Faktoren transaktionskostenerhöhender und -senkender Institutionen hin. Seiner Auffassung nach sind die Unzulänglichkeiten vieler Gemeinwesen, wirksame Institutionen oder Regeln zu schaffen, um die „Erfüllung von Verträgen“ (- nicht den „Abschluss von Verträgen“) mit überschaubaren Kosten zu sichern, ausschlaggebende Ursachen für fehlendes Wirtschaftswachstum, wirtschaftliche Stagnation und Unterentwicklung. Laut North betrifft das vor allem die Vermeidung von Prozessen angesichts eindeutiger Tatsachenlagen wie auch den Einsatz von dokumentierenden Urkunden (beispielsweise gerichtliche oder notarielle Protokolle) als Basis der Beweisführung bei Sachverhaltsermittlungen.

## Kriterien der Rechtssicherheit

### Rechtsklarheit
Orientierungsgewissheit schafft das Recht nur insoweit, als es unmissverständlich und klar ist. Rechtsklarheit erfordert insbesondere, dass der Regelungsinhalt der Rechtsnormen widerspruchsfrei und für deren Adressaten und den Rechtsanwender verständlich und eindeutig ist. (Siehe hierzu auch: Normenklarheit.)

### Publizität
Auch die Publizität, d. h. die öffentliche Kundgabe staatlicher Akte, vor allem durch die Ausfertigung und die Verkündung von Rechtsnormen (Gesetze, Verordnungen, Satzungen), dient der Orientierungssicherheit. Es dürfen keine unzumutbaren Schwierigkeiten bestehen, vom geltenden Recht Kenntnis zu erlangen. Auch die Aufhebung von Rechtsnormen ist daher zu publizieren. Verwaltungsvorschriften müssen dann publiziert werden, wenn sie (und sei es nur mittelbar) eine allgemeine Außenwirkung haben. Einzelakte öffentlicher Gewalt (wie Gerichtsentscheidungen und Verwaltungsakte) sind nach Maßgabe der gesetzlichen Vorschriften den Betroffenen zu verkünden und bekanntzugeben. Soweit Einzelakte grundlegende Entscheidungen enthalten, die für die allgemeine Rechtsanwendung eine erhebliche Bedeutung haben können, sind auch sie zu veröffentlichen.

### Bestimmtheit
Neben die inhaltliche Klarheit tritt die Bestimmtheit der Tatbestandsmerkmale. Der Bestimmtheitsgrundsatz ist je nach Rechtsnorm oder Akt öffentlicher Gewalt gestuft: Gesetze, die abstrakt-generelle Regelungen enthalten, sind weniger bestimmt als konkretisierende Rechtsverordnungen. Hohe Bestimmtheit wird für belastende Einzelakte verlangt. Spezielle Regelungen des Bestimmtheitsgebotes gelten für Rechtsverordnungen (Art. 80 Abs. 1 Satz 2 GG) und für das Strafrecht (Art. 103 Abs. 2 GG).

### Beständigkeit und Rückwirkungsverbot
Mit der Beständigkeit des Rechts soll das Vertrauen der Bürger in die rechtliche Regelung geschützt werden. Problematisch ist sie insbesondere bei rückwirkenden Gesetzen: Grundsätzlich darf eine schon getroffene Regelung nicht rückwirkend zum Nachteil des Betroffenen geändert werden (so das Bundesverfassungsgericht in ständiger Rechtsprechung, sog. „echte Rückwirkung“ oder „Rückbewirkung der Rechtsfolgen“; siehe Ex tunc). Ausnahmen sollen nur dann gelten, wenn kein Vertrauen bestand, kein Vertrauen hätte erwartet werden dürfen oder vorrangig das Gemeinwohl im Vordergrund steht. Bei noch andauernden Lebenssachverhalten ist eine Rückwirkung jedenfalls nur im Rahmen der Verhältnismäßigkeit zulässig (sogenannte „unechte Rückwirkung“ oder „tatbestandliche Rückanknüpfung“). Sie ist aber dann unzulässig, wenn das Vertrauen in die frühere Regelung eine größere Schutzwürdigkeit verdient als das Gemeinwohl.

### Rechtsmittelklarheit
„Der Grundsatz der Rechtssicherheit wirkt sich im Bereich des Verfahrensrechts unter anderem in dem Postulat der Rechtsmittelklarheit aus. Das rechtsstaatliche Erfordernis der Messbarkeit und Vorhersehbarkeit staatlichen Handelns führt zu dem Gebot, dem Rechtsuchenden den Weg zur Überprüfung gerichtlicher Entscheidungen klar vorzuzeichnen. Die rechtliche Ausgestaltung des Rechtsmittels soll dem Bürger insbesondere die Prüfung ermöglichen, ob und unter welchen Voraussetzungen es zulässig ist. Sind die Formerfordernisse so kompliziert und schwer zu erfassen, dass nicht erwartet werden kann, der Rechtsuchende werde sich in zumutbarer Weise darüber Aufklärung verschaffen können, müsste die Rechtsordnung zumindest für eine das Defizit ausgleichende Rechtsmittelbelehrung sorgen. Diese kann aber zuverlässig nur erteilt werden, wenn die Zulässigkeitsvoraussetzungen des jeweiligen Rechtsbehelfs in der Rechtsordnung geregelt sind.“

## Rechtssicherheit in der Rechtsprechung
Die Maxime der Rechtssicherheit gilt auch für die Rechtsprechung, jedoch in einem abgeschwächten Maße. Das Bundesverfassungsgericht führt dazu aus:

„Der Umstand, dass ein im Wege richterlicher Rechtsfindung gewonnener Rechtssatz über einen langen Zeitraum Beachtung fand, mag in die Entscheidung einfließen, ob es gerechtfertigt ist, einen abweichenden Rechtssatz aufzustellen; er verleiht indes dem bisherigen Rechtssatz keine höhere Wertigkeit oder gar eine verfassungsrechtlich erhebliche Bestandsgarantie. […] Höchstrichterliche Rechtsprechung schafft kein Gesetzesrecht und erzeugt keine damit vergleichbare Rechtsbindung. Eine in der Rechtsprechung bislang vertretene Gesetzesauslegung aufzugeben, verstößt nicht als solches gegen Art. 20 Abs. 3 GG. Die über den Einzelfall hinausreichende Geltung fachgerichtlicher Gesetzesauslegung beruht allein auf der Überzeugungskraft ihrer Gründe sowie der Autorität und den Kompetenzen des Gerichts. Es bedarf deswegen nicht des Nachweises wesentlicher Änderungen der Verhältnisse oder der allgemeinen Anschauungen, damit ein Gericht ohne Verstoß gegen Art. 20 Abs. 3 GG von seiner früheren Rechtsprechung abweichen kann […]. Kein Prozessbeteiligter kann daher darauf vertrauen, der Richter werde stets an einer bestimmten Rechtsauffassung aus der bisherigen Judikatur festhalten […]. Die Änderung einer ständigen höchstrichterlichen Rechtsprechung ist auch unter dem Gesichtspunkt des Vertrauensschutzes grundsätzlich dann unbedenklich, wenn sie hinreichend begründet ist und sich im Rahmen einer vorhersehbaren Entwicklung hält. Soweit durch gefestigte Rechtsprechung ein Vertrauenstatbestand begründet wurde, kann diesem erforderlichenfalls durch Bestimmungen zur zeitlichen Anwendbarkeit oder Billigkeitserwägungen im Einzelfall Rechnung getragen werden […]. Schutzwürdiges Vertrauen in eine bestimmte Rechtslage aufgrund höchstrichterlicher Entscheidungen kann daher in der Regel nur bei Hinzutreten weiterer Umstände, insbesondere bei einer gefestigten und langjährigen Rechtsprechung entstehen […].“

In diesem Fall ging es um ein Spruchverfahren bezüglich Delisting, das infolge der Frosta-Entscheidung für ungültig erklärt wurde.

## Rechtssicherheit im internationalen Recht
Verfassungsrang kommt der Rechtssicherheit in Deutschland mit Art. 20 GG zu. Sie hat auch in den Vereinigten Staaten durch den 5. Zusatzartikel zur Verfassung der Vereinigten Staaten und den 14. Zusatzartikel zur Verfassung der Vereinigten Staaten Verfassungsrang. Die Rechtssicherheit ist auch ein zentraler Grundsatz des internationalen Rechts und Voraussetzung für die Rechtsstaatlichkeit.
Im EU-Recht ist Rechtssicherheit die Forderung, dass die Gesetzesgeltung in einer bestimmten Situation vorhersehbar sein muss. Demnach wird Rechtssicherheit durch die Prinzipien
- Vertrauensschutz,
- Rückwirkungsverbot der EU-Gesetzgebung,
- Grundsatz der wohlerworbenen Rechte,
- Erfordernis angemessener Verfahrensfristen und
- Sprachverständlichkeit

gewährleistet.
In dieser Form ist Rechtssicherheit im angelsächsischen Rechtsraum (legal certainty) ebenso ein Grundprinzip der Rechtsstaatlichkeit wie im französischen Bereich (sécurité juridique). Bei der Durchsetzung von Verträgen mit Auslandsberührung spielt die Rechtssicherheit eine besondere Rolle, da anhand des internationalen Privatrechts (IPR) zu prüfen ist, ob die Verträge auch nach der ausländischen Rechtsordnung vor Gerichten im Ausland in der vorgesehenen Weise standhalten und beidseitig erfüllbar sind. Da es sich hierbei oft um juristische komplizierte Regelungen handelt, empfiehlt sich die Einschaltung von rechtskundigen Kreisen (Auslandshandelskammern, Rechtsanwälten, Botschaften).

## Probleme
Probleme ergeben sich zwischen der Rechtssicherheit und der materiellen Gerechtigkeit. Beides sind Werte des Rechtsstaatsprinzips. Der Bestand eines zivilrechtlichen Anspruchs (materielle Gerechtigkeit) wird durch das Institut der Verjährung (Rechtssicherheit) vernichtet. Dem Gesetzgeber kommt in solchen Fällen bei der Gesetzgebung die Aufgabe der Abwägung beider Interessen zu, indem er Prioritäten zu setzen hat.